# Hili Fun City
Hili Fun City est un parc d'attractions situé à Al Ain, dans l'émirat d'Abou Dabi, aux Émirats arabes unis. Il a ouvert ses portes en 1985 et a été rénové puis rouvert le 27 novembre 2009.
Il est à vocation essentiellement familial et compte 31 attractions pour tous les âges, un amphithéâtre pour les spectacles familiaux, des aires de pique-nique et de jeux. Il est ouvert toute l'année sauf les lundis non fériés.

## Les attractions
- 3D action cinéma - Cinéma 3D
- Ali baba - Tapis volant
- Astrojet - Avions
- Carousel - Carrousel
- Circus Swing - Chaises volantes junior
- Circus Train - Train junior
- Crazy clown - Tasses
- Crazy marina - Bouées tamponneuses
- Cycle shop - promenade en Rosalie
- Flying clowns
- Flying Dutchman - Flying Scooters
- Funny Trafic - Auto-tamponneuse junior
- Hili Express - Petit train
- Hili Mouse - Montagnes russes junior/Big Apple
- Hily Swinger - Chaises volantes
- Jumping star - Tour de chute junior
- Jump Rider - Carrousel
- Lighthouse - Tour de chute
- Mini airport - Grande roue de petite dimension
- My first car - petites voitures pour les petits
- Paratrooper - Paratrooper
- Safari - Voitures pouvant être conduites par des enfants
- Sinbad Cruise - Pédalos
- Sinbad's farm - Parcours en tracteurs
- Sky Flyer - Kamikaze
- Thunderbolt - Chenille
- Traffic Jam - Auto-tamponneuse
- Twister Mountain - Montagnes russes tournoyantes de Zamperla (2010)[1]